# Anna Jurkun
Anna Jurkun (* 23. Oktober 1979 in Warschau) ist eine ehemalige polnische Squashspielerin.

## Karriere
Anna Jurkun spielte vereinzelt auf der PSA World Tour und erreichte ihre höchste Platzierung in der Weltrangliste mit Rang 127 im Januar 2012. Sie nahm mit der polnischen Nationalmannschaft 2009 zum ersten Mal an den Europameisterschaften teil und war bis 2013 fünfmal Mitglied des polnischen Kaders. Im Einzel stand sie 2010, 2012 und 2014 dreimal im Hauptfeld, kam dabei aber nie über die erste Runde hinaus. 2011 schied sie in der Qualifikation aus. Jurkun wurde 2008 und 2009 polnische Meisterin.

## Erfolge
- Polnische Meisterin: 2008, 2009